# Palisa (kráter)
Palisa je kráter s rozrušeným okrajovým valem nacházející se západně od valové roviny Ptolemaeus na přivrácené straně Měsíce. Má průměr 33 km. Jihozápadní část jeho okrajového valu zcela chybí a dno kráteru zde přechází do sousedního Davy Y. Severozápadní část valu je narušena. V jihozápadní části jeho relativně plochého dna se nachází dvojice malých kráterů, z nichž ten větší (který je blíže ke středu Palisy) je označen jako Palisa P.
Jiho-jihozápadně se nachází kráter Davy.

## Název
Je pojmenován podle česko-rakouského astronoma Johanna Palisy, objevitele mnoha planetek.

## Satelitní krátery
V okolí kráteru se nachází několik dalších kráterů. Ty byly označeny podle zavedených zvyklostí jménem hlavního kráteru a velkým písmenem abecedy.
| Palisa | Sel. šířka | Sel. délka | Průměr |
| ------ | ---------- | ---------- | ------ |
| A      | 9.0° J     | 6.7° Z     | 5 km   |
| C      | 7.7° J     | 6.4° Z     | 9 km   |
| D      | 8.6° J     | 6.9° Z     | 8 km   |
| E      | 8.4° J     | 5.7° Z     | 18 km  |
| P      | 9.6° J     | 7.3° Z     | 5 km   |
| T      | 8.2° J     | 8.2° Z     | 12 km  |
| W      | 9.1° J     | 6.3° Z     | 4 km   |